# Rainivoninahitriniony
Rainivoninahitriniony (1824-1868) est un homme d'État. Il fut Premier ministre du royaume de Madagascar de 1852 à 1861, conjointement avec Andrianisa Rainijohary, puis seul de 1861 à 1864. Rainivoninahitriniony, dont le nom d'origine était Raharo, succède à son père Rainiharo à la même fonction, au titre de chef des Hova Tsimiamboholahy. 

## Biographie
Auparavant, il avait servi comme général dont le principal fait d'armes était l'expédition de 1852 contre les Antaifasy et les Antesaka du sud-est qui tentèrent de se révolter.
En mai 1863, après avoir supplié à genoux le roi Radama II de revenir sur sa décision de légaliser le duel (pour régler les différends entre les individus aussi bien que les groupes), il résolut de prendre la tête du complot visant à l'élimination de celui-ci. 
Sa décision était motivée par la volonté de retrouver le pouvoir qu'il était en train de perdre. 
Ce régicide et la rigueur de sa politique de redressement finissent cependant par le rendre très impopulaire. Il reste premier ministre et devient l'époux de la nouvelle souveraine, la reine Rasoherina, cousine et ex-épouse du roi Radama II. 
En juillet 1864, colérique et alcoolique, il sera destitué de la charge de Premier ministre pour son jeune frère le commandant en chef des armées Rainilaiarivony. Quelques mois plus tard, en février 1865, accusé d'avoir comploté contre son ex-épouse la reine Rasoherina, il est condamné à l'exil à Ambohimandroso, en pays betsileo et y meurt le 5 mai 1868.